# اتحاد الكتاب اللبنانيين
اتحاد الكتّاب اللبنانيين هو مؤسسة ثقافية لبنانية غير ربحية، مقره في العاصمة اللبنانية بيروت، ويضم كل كاتب لبناني تنطبق عليه شروط النظام الداخلي للاتحاد، وأبرزها أن يكون لديه مؤلفات منشورة في مجالات الكتابة على أنواعها.

## البدايات
أُسّس الاتحاد بموجب مرسوم يحمل الرقم 23 في 20 آب 1968، ويتضمن هيكلية إدارية، على رأسها كتّاب يصار إلى انتخابهم دوريًّا.
وضمّ الاتحاد منذ تأسيسه، كتابًا وأدباء وشعراء ومفكرين لبنانيين يمثلون نخبًا فكرية وثقافية واجتماعية...، وقد اهتم بالشؤون الوطنية، والاجتماعية ومختلف جوانب الحياة في لبنان، ضمن مهامه ومقدراته، وحرص الاتحاد، في أغلب المحطات الاقتصادية والسياسية التي تخص اللبنانيين، على إصدار البيانات التي تعني الجميع بما يحمي الوحدة الوطنية والسلم الأهلي.

## هيكلية الاتحاد
تعقد الهيئة الادارية المنتخبة للاتحاد اجتماعًا في مقر الاتحاد، بمشاركة جميع الأعضاء، ويترأس الاجتماع أكبر الأعضاء سنًّا، وبناء لأحكام المادة الثامنة عشرة من النظام الأساسي، والقانون الداخلي للاتحاد، وبعد الانتخاب يتم توزيع المهام على النحو الآتي:
الأمين العام - نائب الأمين العام - أمين الشؤون الخارجية - أمين الشؤون الداخلية.
- أمين السر - أمين شؤون الإعلام والعلاقات العامة - أمين الشؤون الإدارية - أمين الشؤون المالية - أمين الصندوق - أمين الشؤون الثقافية - أمين شؤون المجلة والنشر - أمين الشؤون الاجتماعية والتربوية - أمين شؤون إحياء التراث - أمين شؤون الانتساب - أمين شؤون المكاتب. وكانت مدّة رئاسة الاتحاد سنتين ثم عدلت إلى أربع سنوات.
وسبق للاتحاد أن نال ترخيصًا بإنشاء «نقابة» بمرسوم أصدره وزير العمل الأسبق أسعد حردان في العام 1998، يمنح بموجبه الكتّاب الضمان الاجتماعي والصحي، لكن هذا الترخيص لم يصر إلى تفعيله حتى الآن. كذلك لم يتمكن الاتحاد من امتلاك مقر خاص له، ولا يزال مقره عبارة عن شقة مستأجرة في مبنى سكني في بيروت.

## الأمناء
أتى تأسيس الاتحاد في أواخر ستينيات القرن العشرين، بعد مطالبات عديدة، ونضالات قادها نخبة من المثقفين اللبنانين، لعل منهم: سهيل إدريس، وقسطنطين زريق، ومنير بعلبكي، وأدونيس، وجوزف مغيزل، وخليل حاوي. ليصار إلى إصدار المرسوم بإنشائه من قبل الدولة اللبنانية في صيف العام 1968.
واستلم أمانة الاتحاد عدد من الوجوه الثقافية اللبنانية الفاعلة أمثال: سهيل إدريس،  وعفيف دمشقية، وأحمد أبو سعد، وروحي بعلبكي، وجوزف حرب، وغسان مطر، وسليمان تقي الدين، ووجيه فانوس، ومحمد توفيق أبو علي. وقام بمهام الأمين العام حتى تاريخ 12 كانون الثاني/يناير 2024، الياس يوسف زغيب (بالتكليف)، وكان يشغل منصب أمين الشؤون الخارجية لدى تولي أبو علي مهام الأمانة العامة للاتحاد.
وفي تاريخ 12 كانون الثاني/يناير 2024 جرى انتخاب هيئة إدارية لاتحاد الكتاب اللبنانيين، وفاز بمنصب أمين عام الاتحاد: الدكتور أحمد محمود نزال، وبمنصب نائب الأمين العام ميراي عبد الله شحادة، وضمت الهيئة الإدارية الجديدة أيضًا: يامن صعب، طوني مطر، رامز الدقدوقي، اميل منذر، ليندا نصار، رزق الله قسطنطين، ليلى الداهوك، درية فرحات، سديف حمادة، وفاء الأيوبي، أمل ناصر، موريس النجار، بسام ضو
علمًا أن كل من: تقي الدين، وفانوس وأبو علي، قد قدموا استقالاتهم قبل انتهاء ولايتهم، وذلك لأسباب مختلفة منها: الاحتجاج على التدخلات «السياسية» في شؤون الاتحاد، كذلك بسبب تأخر السلطة في دعم الاتحاد ماديًّا، وتحويله إلى نقابة.
يشهد الاتحاد، وعلى الرغم من ضائقته المالية، زخمًا في الحراك الثقافي وإقامة النشاطات المختلفة، مثل: المهرجانات والمؤتمرات والندوات والتكريمات، وتواقيع الكتب، والمشاركة في المعارض والدعوات الرسمية والأهلية الثقافية والفكرية. كذلك يشارك في اجتماعات الاتحاد العام للكتّاب العرب، واتحادات ومؤسسات ثقافية عربية.

## منشورات وبيانات
يصدر عن الاتحاد، دراسات  واصدارات ومنشورات منها: مجلة إشارات التي صدر العدد الأول منها في العام 1995، لكن وبعد صدور مجموعة من الأعداد، توقفت عن الصدور بسبب أزمة الاتحاد المالية. كذلك يصدر الاتحاد البيانات في كل ما يتعلق بالشأن الداخلي اللبناني، أو بالشأن العربي، ومن ذلك بيانه الصادر في 3 شباط (فبراير) 2011، يعلن فيه تأييده للثورات العربية:
«إنّ اتحاد الكتّاب اللبنانيين يُكبر وقفة العز والكرامة  العربيّة التي يجسّدها صمود الشعب العربيّ في تونس ومصر وسائر أرجاء الوطن العربيّ من أجل التغيير واستعادة الوجه القوميّ العربيّ؛ ويعلن تضامنه مع صمود هذا الشعب العربيّ العظيم، شعب تونس الخضراء وشعب  مصر الكنانة، وكل أرض عربيّة أنجبت الأبطال والمفكرين والمبدعين الاحرار الذين كان لحضورهم على مستوى الفعل الإنساني وجود زاخر بالعطاء المعرفيّ والحضاريّ والقومي والنضاليّ والسياسيّ والعلميّ. أيّها الأبطال، أيّها العرب التونسيون والمصريون  والمنتمون إلى كل أرض عربية مغتصب حقها، لكم تحية إجلالِ وإكبار مكتوبة بنبض الحريّة الداعيّة إلى التمرد على سلطات القمع والإرهاب والتغييب؛ فمن نور ثوراتكم المعمدة بدماء الشهداء وهتافات الأبطال سوف يبزغ فجر جديدٌ يعيد  لتونس الخضراء ولمصر العروبة، ولكل أرض عربيّة سلب حق ابنائها الوجه القوميّ العربيّ لتصير أمتنا مشاركة في صنع القرارات الدوليّة وتتحرر من تلقي التوجيهات والرضوخ لاتفاقات الإذعان، فتفتح الفضاءات الحرة ذراعيها من جديد لاستقبال المثقفين والمبدعين حيث تنطق  الحضارة ويتكلّم التاريخ ويكون التأسيس لمستقبل عربي ممهور بهوية قوميّة تعيد للإنسان العربي كرامته ومجده واعتزازه بانتمائه».
أما أبرز إصدارات الاتحاد، فمنها:

### المطبوعات
- قضايا الثقافة والديمقراطية: المؤتمر الأول للكتاب اللبنانيين - 1979 [32][33][34]
- الثقافة الوطنية في لبنان على خط المواجهة - 1979 [35][36]
- ندوة جبران العربية العالمية: أبحاث ودراسات - 1981 [37]
- الشيخ عبد الله العلايلي: مفكرًا ولغويًّا وفقيهًا: دراسات وشهادات - 1984 [38][39][40]
- أمين الريحاني رائد نهضوي من لبنان - ذكرى ميلاده العاشر بعد المائة - 1988 [41]
- الشعر الشعبي في البقاع - 1999 [42]
- تحية إلى جوزف حرب: دراسات وشهادات - 2013 [43]
- تحية إلى أنور سلمان: دراسات وشهادات - 2017 [44]

### المجلة
- مجلة إشارات (مجلة فكرية إبداعية) [45]

## الأعضاء
- لائحة أعضاء اتحاد الكتاب اللبنانيين (حتى 1 كانون الثاني/يناير 2024)